# Holm Hümmler

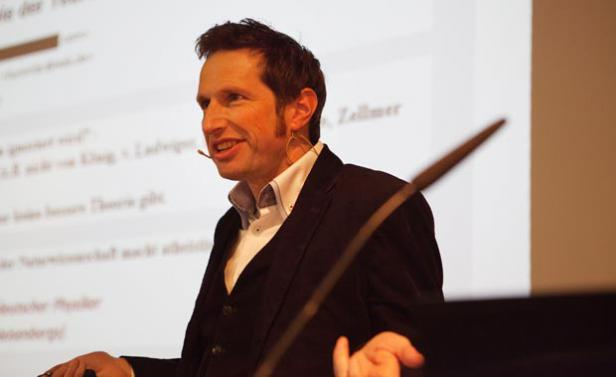
Holm Hümmler, während seines Vortrags bei der SkepKon 2017 in der Urania, Berlin.

Holm Gero Hümmler (* 22. September 1970 in Hanau) ist ein deutscher Physiker und Sachbuchautor sowie aktiv in der Skeptikerbewegung.

## Leben
Hümmler war während seiner Schulzeit in der Jungen Union aktiv und war lange Mitglied der CDU. Er studierte Physik und Meteorologie an der Universität Frankfurt, kombiniert mit Wirtschaft an der Fernuniversität in Hagen. Während er an seiner Diplomarbeit forschte, verbrachte er mehrere Monate am CERN in Genf, Schweiz. Hümmler promovierte 2000 an der TU München. Er forschte und arbeitete ebenfalls am Max-Planck-Institut für Physik und partizipierte am STAR-Experiment des Relativistic Heavy Ion Collider am Brookhaven National Laboratory in Upton, New York. Hümmler verließ die aktive Forschung 2001, um zunächst für die Boston Consulting Group zu arbeiten. 2007 gründete er Uncertainty Managers Consulting, die sich mit Beratung von Unternehmen im pharmazeutischen Bereich sowie dem Gesundheitsbereich beschäftigt.
Hümmler lebt in Bad Homburg bei Frankfurt am Main und engagiert sich in seiner Freizeit karitativ.

## Skeptiker
Hümmler war seit den 1990er Jahren aktives Mitglied der Gesellschaft zur wissenschaftlichen Untersuchung von Parawissenschaften (GWUP). Er war Sprecher der Regionalgruppe Frankfurt und für mehrere Jahre Redakteur der GWUP-Zeitschrift Der Skeptiker. Im Mai 2023 wurde er  zum Vorsitzenden gewählt, verlor jedoch im Mai 2024 infolge eines vereinsinternen Richtungsstreits um den Umgang mit Critical Studies die Wahl gegen ein konkurrierendes Vorstandsteam. 2024 trat er aufgrund der "Politisierung" der GWUP dort aus und gründete mit Sebastian Bartoschek und weiteren Personen den neuen Skeptiker-Verein "Skeptix".
Hümmler untersucht pseudowissenschaftliche Behauptungen aus den Bereichen der Pseudophysik, der Esoterik in Unternehmen, Verschwörungstheorien, Übernatürliche Phänomene im Kampfsport, angebliche UFO-Sichtungen und Wetter-Phänomene. Ferner ergründet er den biologischen Einfluss von ionisierender Strahlung und den Missbrauch von physikalischen Begriffen in Pseudowissenschaften, vor allem aus den Bereichen der Quantenphysik und der Relativitätstheorie. Dadurch widerlegte er Theorien über "Freie Energie" oder "Quantenheilung".
Hümmler erscheint in den Medien als Experte für Verschwörungstheorien, wie zum Beispiel Chemtrails. 2008 trat er in der ProSieben-Sendung Galileo auf; er untersuchte die Fähigkeiten von Shaolin-Mönchen. Bei dem World Skeptics Congress 2012 in Berlin trat er als Redner auf.
Sein erstes Buch, Relativer Quantenquark, wurde im April 2017 veröffentlicht. Es handelt von pseudowissenschaftlichen Behauptungen in der Esoterik und der Alternativmedizin, beschäftigt sich aber auch mit Quantenmechanik und Relativität.
Er ist der Autor des wissenschaftlichen Blogs Quantenquark und war ein Referent des 17. Europäischen Kongresses für Skeptizismus (European Skeptics Congress, ESC) in Breslau, Polen. Auch bei deutschen Konferenzen wie der SkepKon oder der Ratio in Bulgarien tritt er auf.
2019 erschien sein zweites Buch Verschwörungsmythen. Wie wir mit verdrehten Fakten für dumm verkauft werden. Darin setzt er sich mit gängigen Verschwörungstheorien, wie denen zum 11. September 2001, der Mondlandung oder Chemtrails auseinander.
Seit April 2020 gehört er zur Stammbesetzung des Talkformats Ferngespräch von Tommy Krappweis auf dem Twitch-Kanal WildMics, das sich um Verschwörungstheorien und Esoterik dreht. Ferner ist er seit März 2023 Teil des WTF-Talks („Wissenschaft trifft Freundschaft“) zusammen mit Bernd Harder, Annika Harrison und Lydia Benecke.

## Publikationen
- Development of a Detector and Data Analysis for Particles in the Rapidity Range 2.5<|y|<4 at the Relativistic Heavy Ion Collider in Brookhaven, Dissertation, Technische Universität München 2001, urn:nbn:de:bvb:91-diss2000202412731.
- Tachyonen: Schnelles Geld mit schnellen Teilchen - oder ohne? Ein missbrauchter Begriff der Physik, Skeptiker 4/2002, page 154
- Tachyonen, Felder, Freie Energie - wie die Esoterik die Begriffe der Physik missbraucht (PDF der Vorlesung)
- Chemtrails - Zwischen Meteorologie und Verschwörungstheorie, Skeptiker 2/2006, Seiten 48–55
- Das Geheimnis des Kung Fu, Skeptiker 3/2006, Seiten 112–120
- Erdbebenmaschinen Das HAARP-Experiment und die Verschwörungstheoretiker, Skeptiker 3/2011, Seiten 108–116
- Relativer Quantenquark. Kann die moderne Physik die Esoterik belegen?, Springer-Verlag Berlin Heidelberg, 2017, ISBN 978-3-662-53828-9.
- Relativer Quantenquark, Physik Journal 14 (2015) Nr. 4
- Verschwörungsmythen. Wie wir mit verdrehten Fakten für dumm verkauft werden. S. Hirzel, Stuttgart 2019, ISBN 978-3-7776-2780-9, (Leseprobe Kapitel: Stahl schmilzt nicht bei Zimmerbränden (PDF; 0,6 MB))
- mit Ulrike Schiesser: Fakt und Vorurteil. Kommunikation mit Esoterikern, Fanatikern und Verschwörungsgläubigen. Springer Berlin 2021, ISBN 978-3-662-63208-6.